# Norrskensexpressen
Norrskensexpressen (engelska: The Polar Express) är en barnbok från 1985 (ISBN 0-86264-143-8), skriven och illustrerad av Chris Van Allsburg, tidigare professor vid Rhode Island School of Design. Boken anses vara en klassisk julberättelse. Den utkom på svenska 1988, översatt av David Whitling.
1986 tilldelades den Caldecott Medal för barnlitteratur. och vid en onlineundersökning 2007, angav National Education Association boken som en av "Lärarnas 100 i topp-böcker för barn." 2012 utsågs den till alla tiders "Top 100-bilderböcker" av School Library Journal.
Boken utspelar sig delvis i Grand Rapids, i Michigan. Berättelsen blev 2004 film, en Oscarnominerad sådan, med skådespelare som Tom Hanks.

## Handling
En ung pojke hör ett tåg, och konduktören erbjuder honom en färd, tillsammans med andra barn, mot Nordpolen, där Jultomten bor. Han erbjuds att få ta emot julens första julklapp. Då han tillåts välja väljer han en klocka från renarnas, och sedan ger sig Jultomten av för sin årliga julklappsutdelning.
På hemresan med tåget upptäcker han att han tappat klockan. På juldagsmorgonen hittar hans syster en julklapp under julgranen, och i paketet finns klockan, utdelad av tomten. Bara han och hans syster kan höra klockan, föräldrarna tror då att den gått sönder. När de blir äldre hör heller inte hans syster längre klockan, men själv hör han den fortfarande som vuxen, precis som alla som verkligen tror.

### Fotnoter
1. ↑  Julia Eccleshare, 1001 Children's Books You Must Read Before You Grow Up, 2009.[källa från Wikidata]
2. ↑  ”The Polar Express” (på engelska). Worldcat. 19 mars 1985. http://www.worldcat.org/title/polar-express/oclc/219824004?ht=edition&referer=di. Läst 9 september 2016.
3. ↑  ”Norrskensexpressen” (på engelska). Worldcat. 19 mars 1988. http://www.worldcat.org/title/norrskensexpressen/oclc/799755437?referer=di&ht=edition. Läst 9 september 2016.
4. ↑  Sullivan, Kathleen (12 november 2004). ”Arkiverade kopian”. San Francisco Chronicle. Arkiverad från originalet den 7 juli 2012. https://archive.today/20120707054149/http://articles.sfgate.com/2004-11-12/news/17451266_1_polar-express-award-winning-book-chris-van-allsburg. Läst 18 november 2011.
5. ↑  Association for Library Service to Children. ”Caldecott Medal & Honor Books, 1938-Present”. American Library Association. http://www.ala.org/alsc/awardsgrants/bookmedia/caldecottmedal/caldecotthonors/caldecottmedal. Läst 24 augusti 2012.
6. ↑  National Education Association (19 mars 2007). ”Teachers' Top 100 Books for Children”. Arkiverad från originalet den 7 juli 2013. https://www.webcitation.org/6HvzC5vAy?url=http://www.nea.org/grants/teachers-top-100-books-for-children.html. Läst 22 augusti 2012.
7. ↑  Bird, Elizabeth (6 juli 2012). ”Top 100 Picture Books Poll Results”. School Library Journal "A Fuse #8 Production" blog. Arkiverad från originalet den 4 december 2012. https://web.archive.org/web/20121204030956/http://blog.schoollibraryjournal.com/afuse8production/2012/07/06/top-100-picture-books-poll-results. Läst 22 augusti 2012.
8. ↑  ”The Polar Express” (på engelska). Box Office Mojo. 10 november 2004. http://www.boxofficemojo.com/movies/?id=polarexpress.htm. Läst 9 september 2016.